# Квасевичский сельсовет
Квасевичский сельсовет — административная единица на территории Ивацевичского района Брестской области Республики Беларусь. Административный центр — агрогородок Квасевичи.

## Состав
Квасевичский сельсовет включает 12 населённых пунктов:
- Альба — деревня.
- Белавичи — деревня.
- Верешки — деревня.
- Заполье — деревня.
- Иодчики — деревня.
- Квасевичи — агрогородок.
- Ольшаница — деревня.
- Скураты — деревня.
- Сторожовщина — деревня.
- Ходорки — деревня.
- Хрищеновичи — деревня.
- Ятвезь — деревня.

## Промышленность и сельское хозяйство
- СПК «Квасевичи»
- ОАО «Квасевичская перо-пуховая фабрика»

## Социальная сфера
- ГУО «Квасевичская средняя школа», ГУО «Квасевичский детский сад»
- Квасевичский сельский Дом культуры, Квасевичская сельская библиотека, Скуратовская библиотека-клуб, Ольшаницкий сельский клуб, Иодчицкий библиотека-клуб
- Квасевичская сельская врачебная амбулатория
- Комплексный приёмный пункт агрогородка Квасевичи

## Культура
- Краеведческий музей ГУО "Квасевичская БШ" в д. Квасевичи